# Troglodromus bonadonai
Troglodromus bonadonai es una especie de escarabajo del género Troglodromus, familia Leiodidae. Fue descrita por René Gabriel Jeannel en 1947. Se encuentra en Francia. 